# Cais de São Roque do Pico
O Cais de São Roque do Pico ou Porto Comercial de São Roque do Pico ou ainda mais vulgarmente conhecido como Cais do Pico é uma instalação portuária portuguesa, localizada na freguesia do Cais do Pico, concelho de São Roque do Pico, ilha do Pico, arquipélago dos Açores.
Esta instalação portuária é uma das principalmente entradas portuárias da ilha do Pico, além de ser usada também para fins piscatórios e de recreio. Próximo a estas instalações existe o Porto da Fábrica da Baleia de São Roque do Pico e o Porto Velho.